# Transportkosten
Transportkosten sind Kosten, die durch den Transport von Gütern oder Personal entstehen.

## Allgemeines
Transportkosten sind eine Kostenart, die durch den Transport mit Hilfe von Transport- oder Verkehrsmitteln verursacht wird. Der Transport ist erforderlich, weil die Güter an einem Standort hergestellt oder gelagert werden, an dem die Verbraucher sie nicht benötigen. Deshalb sind Transportkosten niedriger oder es fallen keine an, wenn die Güter in der Region der Verbraucher hergestellt oder gelagert werden. Der überwiegende Teil der Fachliteratur zählt die Transportkosten nicht zu den Transaktionskosten, sondern behandelt sie als eigenständige Kostenart neben Transaktionskosten und Produktionskosten.
Zu unterscheiden sind die bei der Beschaffung von Fertigungsmaterial anfallenden Transportkosten (Anschaffungsnebenkosten) und Kosten des innerbetrieblichen Transports, die beide einen Bestandteil der Produktionskosten bilden, und die eigentlichen Transportkosten, die beim Vertrieb der Produkte entstehen.

## Arten
Transportkosten teilen sich auf in Beförderungstarife für Personen (Busse, Eisenbahnen, Fähren, Flugzeuge, Schiffe, Straßenbahnen oder Taxis) und für Güter (Frachtkosten). Diese Transportkosten setzen sich insbesondere zusammen aus Abschreibungen auf den Fuhrpark, Versicherungsprämien (Transportversicherung), Wartungs- und Instandhaltungskosten, Frachtkosten, Mautgebühren, Personalkosten für eigenes Transportpersonal, Rollgeld, Transitkosten, Energiekosten, Zinsaufwand sowie anteilige Raum- und Verwaltungskosten.

## Rechtsfragen
Im Frachtgeschäft werden die Transportkosten gemäß § 407 Abs. 2 HGB als Fracht bezeichnet, die stets der Absender zu tragen hat, und zwar bei der Ablieferung der Güter (§ 420 Abs. 1 HGB).
Die Incoterms oder Frankatur legen fest, welche Transportkosten der Verkäufer (Exporteur) und welche der Käufer (Importeur) zu tragen hat und wer im Falle eines Verlustes oder einer Beschädigung der Ware das Transportrisiko trägt (Gefahrübergang). Außer bei der Abholklausel „Ab Werk“ und bei den Absendeklauseln der Gruppe F trägt der Verkäufer die Transportkosten. Bei „frei Haus“ übernimmt der Verkäufer sämtliche Transportkosten, bei den häufigen Klauseln CIF (der Exporteur trägt die Transportkosten bis zum Importhafen) und FOB (der Exporteur übernimmt noch die Ladegebühren im Exporthafen) werden die Transportkosten geteilt.

## Wirtschaftswissenschaft
Johann Heinrich von Thünen entwickelte im Jahr 1826 die nach ihm benannten Thünenschen Ringe, einem idealtypischen Modell, bei dem die Transportkosten den wesentlichen Einfluss auf die landwirtschaftliche Bodennutzung ausüben. „Da die Transportkosten mit zunehmender Entfernung vom Markt ansteigen, müssen nach außen hin Produkte erzeugt werden, die im Verhältnis zu ihrem Wert geringe Transportkosten verursachen“.
Alfred Weber zufolge (1909) beeinflussen die drei Standortfaktoren Transportkosten, Arbeitskosten und Agglomerationsvorteile die Standortwahl, wobei die Transportkosten im System von Weber eine zentrale Stellung einnehmen. Sie sind der wichtigste Faktor zur Bestimmung des optimalen Standorts. Paul Samuelson ging 1952 davon aus, dass ein konstanter Anteil der zu befördernden Güter während des Transports verloren ginge, er schmelze wie ein Eisberg (englisch iceberg).
Transportkosten können nach Paul Krugman dadurch vermindert werden, dass sich die Unternehmen auf die Produktion derjenigen Güter spezialisieren, für die die jeweiligen Heimatmärkte am größten sind. Durch die monopolistische Konkurrenz und die Transportkosten besitzen sowohl die Anbieter als auch die Nachfrager Marktmacht.
In der traditionellen Außenhandelstheorie werden die Transportkosten gewöhnlich vernachlässigt, obwohl sie für Importeure dann ein Hindernis darstellen, wenn bei vergleichbaren inländischen Produkten geringere Transportkosten anfallen und dadurch der Marktpreis niedriger ist. In der New Economic Geography hingegen beeinflussen Transportkosten zu einem wesentlichen Teil Handelsbeziehungen und die Verteilung wirtschaftlicher Aktivität. Im Standard-Modell (Kern-Peripherie-Modell) der New Economic Geography bewirken sinkende Transportkosten eine stärkere regionale Ungleichverteilung, es bilden sich einige wichtige profitierende Kernpunkte, auf die sich das wirtschaftliche Geschehen zunehmend konzentriert, andere Ortschaften hingegen veröden in ihrer wirtschaftlichen Aktivität.

## Wirtschaftliche Aspekte
Transportkosten sind ein Bestandteil der Vertriebskosten. Kosteneinflussgrößen der Transportkosten sind die Losgröße (Menge) des Transportguts, seine Beschaffenheit, die Art des Transportmittels sowie die Entfernung zwischen Absender und Empfänger. Je mehr Frachtgut zu transportieren ist, umso höher sind im Regelfall die Transportkosten. Die Beschaffenheit des Transportguts entscheidet über das Transportmittel (Containergut, Flüssiggut, Gefahrgut, Massengut, Tiefkühlkost). Die Art des Transportmittels betrifft den Gütertransport als Straßengüterverkehr, Schienengüterverkehr, Frachtschifffahrt oder Luftfrachtverkehr. Entsprechende Verkehrsmittel sind Lastkraftwagen, Güterzug, Binnen- und Seeschiffe sowie Frachtflugzeuge. Je länger die Transportwege sind (vor allem beim Export/Import), umso höher sind – bei gleichem Transportmittel – die Transportkosten. Eine Kostensenkung ist stets dann möglich, wenn die Kosteneinflussgrößen etwa durch kostengünstigere Transportmittel verbessert werden können, ohne dass sich die Transportrisiken erhöhen.
Transportkosten führen beim Handel zwischen Industriestaaten zu einem Aufschlag von durchschnittlich 21 % auf die Herstellungskosten. Transportkosten sind in den Industrieländern niedrig. In Entwicklungsländern hingegen sind mit dem Transport meist hohe Kosten verbunden, was mit einer schlecht ausgebauten Verkehrsinfrastruktur, langen Transportwegen und einem gering entwickelten Transportangebot zusammenhängt. Zum Beispiel betragen die Logistikkosten in Lateinamerika und der Karibik rund 18 % und 35 % des Endwerts der Produkte, in den OECD-Ländern dagegen 8 %.
Kosten der Verkehrsträger
Die Anteile der variablen und fixen Kosten sind bei verschiedenen Verkehrsträgern unterschiedlich. Lkw können die öffentlichen Straßen meist kostenlos nutzen. Weiterhin können Lkw günstig erworben werden, so dass der Anteil der fixen Kosten nur bei etwa 10 % liegt. Die fixen Kosten beim Schienenverkehr liegen deutlich höher, da ein Fahrweg und Transportbehälter meist nicht vorhanden sind. Besonders hoch sind die Fixkosten für die Schifffahrt, da Hafenanlagen und neue Schiffe teuer sind.
Daraus ergibt sich, dass der Verkehr über die Straße auf kurzen und mittleren Strecken am günstigsten ist. Bahnen und insbesondere Schiffe sind erst auf langen Strecken sinnvoll. Mit dem intermodalen Verkehr wird versucht, die Vorteile der einzelnen Verkehrsträger zu nutzen.

## Besonderheiten bei internationalen Lieferungen

### Transports Internationaux Routiers (TIR)
Transports Internationaux Routiers ist ein Versandverfahren, das dem Zweck dient, den Verwaltungsaufwand bei Zollkontrollen zu verringern. Derzeit ist es für die 56 teilnehmenden Länder gültig. Durch das Verfahren wird die Fracht lediglich im Start- und im Zielland verzollt.

### Dreiecksgeschäfte innerhalb der EU
Bei innergemeinschaftlichen Dreiecksgeschäften innerhalb der EU unterliegt unter bestimmten Voraussetzungen (§ 25 Buchstabe b UStG) nur der letzte Abnehmer der Umsatzsteuerpflicht.